# اچ‌ام‌اس شکسپیر (پی۲۲۱)
اچ‌ام‌اس شکسپیر (پی۲۲۱) (به انگلیسی: HMS Shakespeare (P221)) یک زیردریایی بود که طول آن ۲۱۷ فوت (۶۶ متر) بود. این زیردریایی در سال ۱۹۴۱ ساخته شد.